# Service des turcies et levées
Le service des turcies et levées était une organisation sous l'Ancien régime en France qui avait pour missions de construire, surveiller, entretenir ou réparer le système de digues qui bordent et protègent la Loire.
Ces anciennes turcies et les levées, sont le produit d’un long processus de construction, d’extension et de rehaussement commencé au XIIe siècle et qui se poursuit jusqu’au XIXe siècle.
Charles IX en prend l’initiative en 1573 en nommant un agent spécial. Henri III le remplace par le trésorier des finances d’Orléans aidé de deux commissaires spéciaux. Puis Henri IV nomme en 1594 un intendant des turcies et levées recevant ses fonctions du roi et les détenant pour une durée indéterminée (ils seront deux intendants à partir de 1603).
À partir du milieu du XVIIe siècle, ces intendants perdent, avec Jean-Baptiste Colbert, peu à peu leur pouvoir au profit d’ingénieurs. Un architecte-ingénieur nommé Poictevin est en particulier nommé inspecteur des turcies et levées en 1679. Le corps des ingénieurs des turcies et levées s’étoffe au XVIIe siècle pour finalement disparaître en 1790, fusionné avec le corps des ingénieurs des ponts et chaussées.

## FinXVIesiècle: des commissaires pour l’entretien des turcies et levées

### 1573: ébauche d'un service des turcies et levées
Le roi ne se contenta pas de la construction des turcies et levées, il édicta et renouvela à diverses époques des règlements pour leurs « entretenement et réparations », et il préposa des commissaires spéciaux à l'observation de ces règlements. Mais les discordes civiles et religieuses du milieu du XVIe siècle avaient interrompu l'effet de ces mesures et causé des ruines qui menaçaient plusieurs points de la vallée d'un danger imminent.
Charles IX résolut d'y pourvoir. À cet effet, ayant « avisé de choisir quelque bon et expérimenté personnage de l'une de ses villes d'Orléans, Blois, Tours ou Amboise, qui ait l'œil et égard à faire besoigner aux dites réparations», il invita les maires et échevins des dites villes, par lettres du 26 janvier 1573, à choisir et nommer trois de leurs « concitoyens, sages, aisés et peu occupés, bien affectionnés à son service et à la patrie ». Entre ces douze élus, le roi devait en choisir un à son gré, « pour vaquer au fait des dites turcies et levées », moyennant une rémunération raisonnable. Ce système ne perdura guère longtemps.
Henri III paraît avoir substitué à cet agent, désigné au choix du roi par l'élection des quatre principales villes intéressées, le général des finances établi à Orléans, assisté de deux commissaires élus tous les deux ans par les manants et habitants d'Orléans seulement, parmi les bourgeois notables de cette ville. Par une déclaration du 30 août 1575, il ordonna à ce général de faire la visite annuelle des turcies et des levées, et aux commissaires de dresser procès-verbal de leur état ; puis il institua un receveur des deniers à y employer par ordre du roi. Mais, à partir de 1577, les trésoriers généraux de France, établis en bureau à Orléans, en absorbant la charge du général des finances, avaient usurpé sur le droit de ces deux commissaires, « de connaître du fait des turcies et levées et d'ordonner des deniers destinés à leur « réparation ». Cette usurpation fut réprimée par un arrêt du conseil d'État du 9 juillet 1588.
On maintint aux habitants d'Orléans le droit de nommer deux bourgeois notables pour l'inspection des turcies et levées, sous la condition qu'ils prêteraient serment au bureau des trésoriers généraux, et se feraient assister par l'un de ceux-ci dans leurs visites et pour l'adjudication des ouvrages : ces deux commissaires furent en même temps établis ordonnateurs des dépenses, conjointement avec les trésoriers généraux : aux visites durent de plus prendre part le procureur du roi et le greffier de l'élection.

### 1594: Nomination d’un intendant des turcies et levées
Henri IV nomme, en avril 1594 messire Jacques Chevreux intendant des turcies et levées, en lui confiant le soin de réparer les ruines causées aux dites turcies et levées par les guerres civiles. Par cette institution nouvelle, le roi voulait remédier aux inconvénients du renouvellement trop fréquent des commissaires électifs et temporaires « qui ne pouvaient, en si peu qu'ils étaient employés à leur charge, prendre assez de connaissance des affaires dépendantes d'icelle, en étant le plus souvent retirés lorsqu'ils commencent à s'en instruire ».

## XVIIesiècle: offices d'intendance des turcies et levées

### 1603: Création de deux commissaires
Après la mort de l’intendant nommé en 1594, deux commissaires sont nommés provisoirement et doivent étendre leur surveillance aux rivières d'Allier, Sioule, Yèvre et Auron, qui se rendent « es (??) rivières de Loir-et-Cher et de la crue desquelles arrive ordinairement le mal plus grand du débordement des autres ».
Trois ans plus tard, le roi, satisfait de leur zèle, voulut les encourager à mieux faire encore et érigea les commissions en offices à leur profit, ce qui eut lieu par édit de janvier 1603. Leurs fonctions consistaient à visiter ces rivières, prescrire les réparations nécessaires pour en retenir le cours et empêcher les débordements, faire les baux des ouvrages, ordonner des deniers levés pour cet effet, en arrêter les états ; juger, décider et ordonner des différends qui pourraient y naître. Ils eurent la faculté d'agir alternativement dans toute l'étendue de leur circonscription commune ou de la partager en deux départements, toutefois suivant les ordres du grand voyer de France. Leurs gages furent fixés à 1 500 livres pour chacun, sans préjudice des taxations à leur allouer sur leurs procès-verbaux, suivant qu'il sera ordonné par le grand voyer auquel ils les présenteront à la fin de chaque année, en même temps que les états de recette et dépense. La chambre des comptes ne vit pas de bon œil cette création d'offices et n'enregistra l'édit que de l'exprès commandement du roi et sous condition que les différends seraient jugés par les juges et que les états seraient vérifiés par les trésoriers généraux de France.
Les dépenses se faisaient au moyen de deniers levés sur les contribuables aux tailles des généralités d'Orléans, Tours, Bourges, Moulins et Riom. Pour faire la recette et la dépense de ces deniers, on avait créé trois offices de trésoriers des turcies et levées qui exerçaient leurs charges alternativement. Soit qu'on eût à leur reprocher quelques malversations, soit que le gouvernement voulût, comme d'habitude, subvenir à ses besoins d'argent par la création de nouveaux offices, un édit de mars 1623 institua trois contrôleurs généraux des turcies et levées, pour réparer, dit l'édit, une omission faite à tort lorsqu'on établit ceux des ponts, chemins et chaussées. Leur mission fut de contrôler les quittances comptables des trésoriers, d'être présents à leur recette et dépense, etc. ; et une déclaration interprétative du 26 juin 1624 ajoute qu'ils devront « assister aux visitations, baux au rabais et réceptions des ouvrages, a comme étant la principale et plus nécessaire fonction de leurs « charges ».
Des conflits étaient inévitables entre ces intendants, ces trésoriers et ces contrôleurs, investis tous ensemble du même droit d'assistance. Quoi qu'il en soit, de nouveaux besoins du trésor royal font rendre, en octobre 1627, un édit qui crée un troisième office d'intendance des turcies et levées et augmente les gages et droits des trésoriers et des contrôleurs. Ce ne fut que le 17 juillet suivant que la chambre des comptes se décida à enregistrer cet édit sans restriction, en vertu de lettres de jussion du 4 février 1628.
Cette confusion d'attributions, ces conflits entre l'administration et le pouvoir judiciaire, l'inaptitude ordinaire des titulaires de ces charges acquises par finance, puis les troubles politiques continuels ne pouvaient amener d'autres résultats que la malfaçon des ouvrages et la négligence à les entretenir, alors même que les inondations se succédaient.

### Succession de grandes crues de 1608 à 1649
L'année 1608 fut particulièrement funeste avec une débâcle terrible qui provoqua de multiples ruptures de digues. Les réparations à peine faites, une nouvelle crue en 1615 emporte les levées en de multiples endroits, puis de multiples crues se succèdent jusqu’en 1651, créant toujours de nouvelles brèches dans les digues et l'irruption par ces brèches de torrents dévastateurs.
À la suite des crues de 1649 et 1651, les paroisses des vallées d'Anjou, comprises dans les élections de Chinon, Saumur et Angers, chargées de l'entretien des levées qui les protégeaient contre la Loire, demandèrent et obtinrent l'exemption des tailles et de l'impôt du sel pendant dix ans, à la charge de réparer en quatre ans et d'entretenir, pendant ces dix années, toutes les turcies et levées de la Loire dans l'étendue de la vallée d'Anjou, depuis Planchoury jusqu'à Sorges. Toutefois, elles durent être aidées dans leurs dépenses par une imposition du dixième du revenu, pendant quatre ans, sur tous les seigneurs ecclésiastiques et laïques, privilégiés et non privilégiés, propriétaires dans les mêmes localités. Un conseiller au parlement fut commis pour faire exécuter cet arrêt, et les ouvrages durent être reçus et leur entretien surveillé par les intendants des turcies et levées.

### 1651: suppression de l’assistance aux communes pour les intendants
Depuis l'arrêt du 24 mai 1651, provoqué par les désastres des inondations de l'hiver précédent, le service des turcies et levées de la Loire paraît n'avoir présenté, pendant plusieurs années, aucun évènement bien important. Mais les abus et les désordres qui s'y étaient introduits ne pouvaient subsister longtemps sous l'œil vigilant de Colbert. Les officiers des élections que traversaient les levées percevaient des droits abusifs sur les fonds destinés aux réparations, sous prétexte d'assistance aux adjudications et aux visites et réceptions des travaux.
Un arrêt du conseil du 12 janvier 1668 supprime cette assistance, réservant seulement à ces officiers la connaissance, comme par le passé, « des procès et différends qui pourront « survenir en exécution des baux et adjudications, ou entre les ouvriers et entrepreneurs ». Les visites se feront seulement « par les « intendants et contrôleurs des turcies et levées avec l'ingénieur ou  architecte commis par Sa Majesté pour la conduite des ouvrages ».

### 1668: une corvée pour réparer turcies et levées
Ce n'était là qu'un premier pas : cet arrêt ne tarda pas à être suivi d'un autre, du 4 juin 1668, promulguant un règlement général pour la conservation, la réparation et l'entretien des turcies et levées de la Loire et de ses affluents. Ce règlement a dix-neuf articles : les sept premiers et le seizième concernent l'adjudication et l'exécution des travaux : viennent ensuite la suppression des îles nuisibles aux levées et des plantations existantes sur les autres, puis des mesures pour l'entretien des chantiers, ou banquettes plantées au pied des digues du côté de la rivière, etc. Le quinzième article doit être remarqué. Il impose aux habitants des paroisses protégées l'obligation de faire tous les ans, à partir du mois de novembre, tous les travaux de réparation nécessaires, sous les ordres des officiers des turcies et levées. C’est là une corvée permanente, exigée, il est vrai, des populations directement intéressées. Il n'y a aucune trace de privilèges comportant l'exemption de cette corvée. L'article 18 parle en outre d'impositions spéciales pour les mêmes ouvrages : on sait que ces impositions portaient sur toute l'étendue des généralités du bassin de la Loire. L'exécution de ce règlement est confiée aux commissaires départis dans les généralités de Tours, Orléans, Bourges, Moulins et Riom, aux intendants et contrôleurs des turcies et levées, et aux officiers des élections.

### Disgrâce des intendants
Colbert avait peu de confiance dans les intendants des turcies et levées, titulaires d'offices vénaux, et il l'exprime dans plusieurs de ses lettres. Il ne trouve pas en eux une intelligence suffisante des questions d'art et les soupçonne de s'entendre avec les entrepreneurs et de tirer certains profits des travaux d'entretien. Déjà d'ailleurs il avait reçu contre eux des dénonciations, d'où résulterait qu'ils « tiraient des entrepreneurs des gratifications indues qui allaient au quart ou au cinquième du prix de leurs ouvrages ».
On était dans l'usage de passer, pour les réparations, des marchés généraux et en masse, qui, faute de pouvoir embrasser et préciser toutes les variétés de natures d'ouvrages et de matériaux, laissaient subsister dans les conditions d'exécution un certain vague favorable à la fraude. Colbert prescrivit de faire à l'avenir des devis partiels par élections et des marchés particuliers pour chaque nature d'ouvrage. C'étaient les intendants des turcies et levées qui proposaient les ouvrages à exécuter, qui passaient les marchés, faisaient les réceptions et ordonnançaient les paiements. Colbert ne leur retire pas expressément ces attributions, mais il les leur fait partager avec d'autres agents et, dans ce partage, réduit à peu près leur rôle à un simple droit d'assistance avec voix consultative.

### 1669 - 1680: des intendants aux ingénieurs
Par arrêt du 12 janvier 1668, il avait chargé un ingénieur, nommé Levau le jeune, de diriger les travaux des turcies et levées en même temps que ceux des ponts de la Loire et d'autres ouvrages publics des généralités traversées par ce fleuve. Plus tard et avant 1679, nous voyons un architecte-ingénieur nommé Poictevin, commis chaque année pour faire des tournées dans la vallée de la Loire, visiter les digues et constater leur état, dresser les devis des travaux à y faire, surveiller leur exécution et en faire les réceptions ; Colbert faisait même rendre, pour cette commission, un arrêt du conseil. Si un désaccord a lieu entre cet architecte et les intendants des turcies et levées sur des travaux proposés par le premier, il ne craint pas de dire à ceux-ci, tout en les engageant à donner leur avis, qu'il a peine à croire que « leur sentiment soit tout à fait le « meilleur ». 
À la fin de 1679, les intendants ont fait une réception. Sans leur interdire cette opération, Colbert les réprimande de l'avoir faite avant l'hiver : plus tard, il leur donne l'ordre d'ordonnancer des paiements sur les réceptions du sieur Poictevin. Cet ingénieur avait succédé à Levau ; mais il est certain que ses attributions avaient augmenté avec le temps, tandis que celles des intendants des turcies et levées avaient diminué. En 1679, le commissaire départi en la généralité de Tours écrit au contrôleur général qu'il n'a point connaissance des ouvrages faits aux turcies et levées dans sa généralité, « parce que cette connaissance regarde les intendants des turcies et levées ».
Colbert lui répond que, non seulement il doit visiter lui-même ces ouvrages, mais qu'il doit s'en faire rendre compte et par l'ingénieur et par les intendants des turcies et levées eux-mêmes, « en sorte que les fonds que le roi fait tous les ans soient bien employés et les ouvrages bien et solidement faits ». Enfin les adjudications doivent être faites, non plus par les intendants des turcies et levées, mais, seulement en leur présence et avec leur concours, par les commissaires départis.
L'architecte-ingénieur, il est vrai, ne doit rien proposer que de concert avec les intendants des turcies et levées et avec les commissaires départis. Mais cette recommandation, sérieuse à l'égard des seconds, ne paraît être, à l'égard des premiers, qu'une formalité pour éviter les discussions et les conflits. En fait, l'ingénieur reçoit directement les ordres et les instructions de Colbert, lui adresse directement ses rapports, ses comptes-rendus et ses devis. Par cette correspondance sans intermédiaire et très active, et d'après ses propres termes, c'est véritablement à cet ingénieur qu'incombe tout le service actif des turcies et levées. 
Autant les dépêches que lui adresse Colbert sont spontanées, fréquentes et remplies de détails précis et minutieux, autant les lettres aux intendants des turcies et levées sont rares, brèves et comme accidentelles : le contraste est frappant. Cependant Colbert est loin d'avoir une confiance aveugle dans l'ingénieur ; il veut qu'il agisse sous la surveillance des commissaires départis ; il consulte souvent ceux-ci sur ses propositions, sur les travaux qu'il fait exécuter, sur ses rapports avec les entrepreneurs ; il appelle leur attention sur toute sa conduite.

### 1683: Partage en deux du service des turcies et des levées
Dès la fin de 1679, Colbert trouvait trop étendu le service du sieur Poictevin, qui comprenait «tous les ouvrages, tant des turcies et levées que des ponts et chaussées qui se faisaient le long de la rivière de Loire », et il lui annonçait son intention de partager ce service en deux. Cependant ce ne fut que par arrêt du 3 mai 1683 qu'il réalisa ce partage, en conservant au sieur Poictevin la partie du bassin de la Loire Inférieure au pont d'Orléans, et en donnant la partie supérieure au sieur Mathieu, à qui il avait déjà confié, par arrêt du 10 octobre 1682, le balisage et les travaux d'entretien de la navigation de la Loire qui s'exécutaient sur le droit de boëte.

## XVIIIesiècle: apogée du corps des ingénieurs des turcies et des levées
La première année du XVIIIe siècle vit encore en fonctions ces deux ingénieurs, ainsi que le constate l'extrait du registre des fonds des ponts et chaussées pour 1700. 
En 1720, Jean-Baptiste de Règemorte succède à Poictevin décédé. Il a lui-même pour successeur son fils Noël de Règemorte. À la mort de Mathieu, un arrêt de Colbert en date du 17 mars 1733 centralise tout le service et le confie à Noël de Règemorte sous le titre de ingénieur des turcies et des levées de Loire, Cher, Allier et autres y affluentes. Noël se fit adjoindre son frère Louis qui lui succéda et fut nommé premier ingénieur des turcies et levées, poste qu'il occupa jusqu'à sa mort en 1774. Il eut pour successeur Gatien Bouchet, inspecteur général des ponts et chaussées. 
Le premier ingénieur avait sous ses ordres, suivant les époques, un ou deux ingénieurs en chef, et deux à cinq ingénieurs, dont l'un résidait à Orléans. 
L'administration des ponts et chaussées se divisait alors en trois départements distincts : le Pavé de Paris, les Ponts et chaussées du royaume, les turcies et levées des rivières de Loire, Cher et Allier.
Les deux corps des turcies et levées et des ponts et chaussées étaient distincts et sans subordination. Mais, en fait, les ingénieurs passaient fréquemment d'un corps à l'autre, comme on le voit pour Gatien Bouchet et pour Soyer notamment. François-Michel Lecreulx signale que le premier ingénieur des turcies et levées était membre-né de l'assemblée des ponts et chaussées. En effet, les affaires des turcies et levées étaient examinées à cette assemblée. 
Lecreulx fait voir en outre qu'il y avait émulation, peut-être même rivalité entre les deux corps, quand il remarque que la construction du pont de Moulins fut confiée à Louis de Règemorte, ingénieur des turcies et levées, quoique par sa nature ce travail appartint de droit aux ponts et chaussées. 
Le corps des turcies et levées disparut à la réorganisation de 1790, qui dans son uniformité absolue divisait tous les services, même les rivières et les canaux, suivant les limites arbitraires des départements.